# Абитуриентски бал (филм)
„Абитуриентски бал“ (на английски: Prom) е американска тийнейджърска романтична комедия от 2011 г. на режисьора Джо Нъсбаум, по сценарий на Кейти Уех, продуциран от Тед Грифин и Джъстин Спрингър, във филма участват Ейми Тийгардън, Томас МакДонъл, Камерън Монахан, Ин Чанг, Никълъс Браун, Дийн Норис, Даниел Кембъл, Нолан Сотило, Кайли Банбери, Кристин Елис и Райни Родригес. Пуснат е на 29 април 2011 г. от Уолт Дисни Пикчърс. Филмът е първата голяма продукция, която е заснета с камери Arri Alexa, който е пуснат по кината.